# آر كيو-4 غلوبال هوك
آر كيو - 4 غلوبال هوك (بالإنجليزية: RQ-4 Global Hawk)‏ هي طائرة بدون طيار من إنتاج نورثروب غرومان. كانت تعرف باسم تاير الثانية موجب (بالإنجليزية: Tier II+)‏ أثناء مرحلة التطوير. تستخدمها القوات الجوية الأمريكية كطائرة استخبارات ومراقبة واستطلاع ISR.
اُسقطت طائرة من هذا النوع من جانب حرس الثورة الإسلامية الإيراني في 20 يونيو 2019؛ بواسطة منظومة الدفاع الجوي الإيرانية من طرازرعد (خرداد) وقيل إن الصاروخ المستخدم كان صاروخ صياد (SD2C).

## الطرازات
- آر كيو - 4 إيه (RQ-4A).
- آر كيو - 4 بي (RQ-4B).
- أر كيو - 4 إن (RQ-4N).

## المستخدمون
- القوات الجوية الأمريكية.
- بحرية الولايات المتحدة.
- وزارة الدفاع الألمانية : تقدمت عام 2011 للحصول على 3 من تلك الطائرات .
- اسخدمتها أسرائيل والمملكة المتحدة، وتنتج إسرائيل ما يشبهها .

## المواصفات

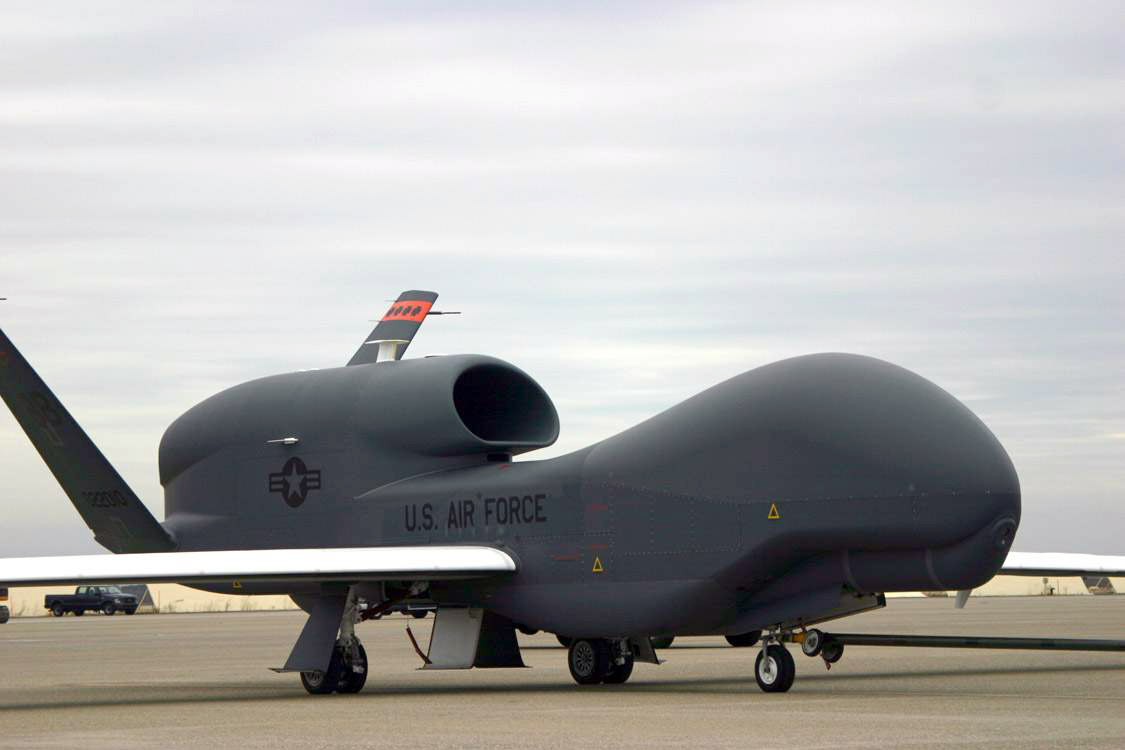
الطائرة آر كيو - 4 التابعة للقوات الجوية الأمريكية مستعددة للطيران.

تلك هي مواصفات الطراز آر كيو - 4 أيه.

### الصفات العامة
- الطاقم: 0.
- الطول: 13.5 متر.
- المسافة بين الجناحين: 35.4 متر.
- الارتفاع : 4.6 متر.
- الوزن فارغة: 3,800 كجم.
- الوزن الإجمالي: 10,400 كجم.
- المحرك: محرك واحد تيربو فان من نوع (AE3007H) إنتاج رولس رويس يعطي قوة دفع 31.4 كيلو نيوتن.

### الأداء
- سرعة العبور: 650 كيلومتر/ساعة.
- المدى: 650 كيلومتر.
- أقصى ارتفاع: 20,000 متر.
- عدد ساعات الطيران: 36 ساعة.